# Barragem de Alcoutim
A barragem de Alcoutim localiza-se no Município de Alcoutim, Distrito de Faro, em Portugal. Situa-se no barranco dos Ladrões. A barragem foi projectada em 1992 e entrou em funcionamento em 1995.

## Barragem
É uma barragem de aterro (enrocamento com núcleo). Possui uma altura de 30,5 m acima da fundação (29 m acima do terreno natural) e um comprimento de coroamento de 130,5 m (largura 9 m). O volume da barragem é de 100.600 m³. Possui uma capacidade de descarga máxima de .. (descarga de fundo) + 149 (descarregador de cheias) m³/s.

## Albufeira
A albufeira da barragem apresenta uma superfície inundável ao NPA (Nível Pleno de Armazenamento) de 0,13 km² e tem uma capacidade total de 1 Mio. m³ (capacidade útil de 0,9082 Mio. m³). As cotas de água na albufeira são: NPA de 52 metros, NMC (Nível Máximo de Cheia) de 53,8 metros e NME (Nível Mínimo de Exploração) de 32,55 metros.